# Richard Howitt

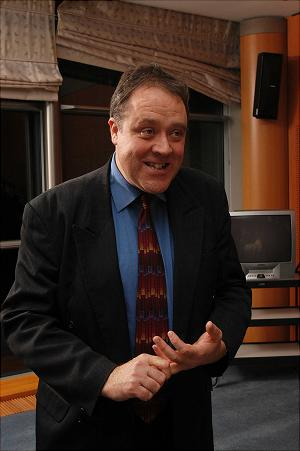

Richard Howitt (n. 5 aprilie 1961) este un om politic britanic, membru al Parlamentului European în perioadele 1994-1999, 1999-2004 si 2004-2009 din partea Regatului Unit.